# Jacob Shea
Jacob Shea (San Jose) is een Amerikaans componist van films en televisieprogrammas.

## Biografie
Shea studeerde compositie aan de Universiteit van Californië. Hij heeft samengewerkt met verschillende componisten uit Hollywood, waaronder Elliot Goldenthal, Steve Jablonsky, Henry Jackman en Hans Zimmer. Hij is lid van Remote Control Productions en Bleeding Fingers Music.
Shea werd genomineerd voor twee Primetime Emmy Awards met de natuurdocumentaireseries Planet Earth II en Planet Earth III en een BAFTA TV Award met  Planet Earth II. Prijzen die hij daadwerkelijk won waren drie BMI Awards, waarvan een voor de realityserie Mountain Men en twee voor de scripted realityserie Alaskan Bush People.

## Filmografie
| Jaar | Titel                        | Opmerkingen    |
| ---- | ---------------------------- | -------------- |
| 2013 | Sparks                       |                |
| 2015 | Gridlocked                   |                |
| 2020 | Children of the Corn         | met Tim Count  |
| 2024 | Hagen: Im Tal der Nibelungen | met Adam Lukas |

## Overige producties

### Computerspellen
| Jaar | Titel                  | Opmerkingen         |
| ---- | ---------------------- | ------------------- |
| 2013 | Gears of War: Judgment | met Steve Jablonsky |

### Televisieseries
| Jaar | Titel    | Opmerkingen         |
| ---- | -------- | ------------------- |
| 2019 | Der Pass |                     |
| 2020 | Grant    | met Russell Emanuel |

### Documentaires
| Jaar | Titel                 | Opmerkingen    |
| ---- | --------------------- | -------------- |
| 2023 | How Saba Kept Singing | met Avi Wisnia |

### Documentaire series
| Jaar | Titel                             | Opmerkingen                      |
| ---- | --------------------------------- | -------------------------------- |
| 2010 | Through the Wormhole              | met Hans Zimmer (2010-2017)      |
| 2015 | American Genius                   |                                  |
| 2016 | Planet Earth II                   | met Jasha Klebe en Hans Zimmer   |
| 2017 | Origins: The Journey of Humankind |                                  |
| 2017 | Blue Planet II                    | met David Fleming en Hans Zimmer |
| 2019 | The Planets                       | met Anze Rozman                  |
| 2019 | Seven Worlds, One Planet          | met Hans Zimmer                  |
| 2023 | Planet Earth III                  | met Hans Zimmer en Sara Barone   |
| 2024 | Asia                              | met Laurentia Editha             |

### Docudramaseries
| Jaar | Titel             | Opmerkingen |
| ---- | ----------------- | ----------- |
| 2015 | Legends & Lies    | 2015-2018   |
| 2016 | The American West |             |
| 2016 | Barbarians Rising |             |
| 2016 | Roman Empire      | 2016-2019   |

### Realityseries
| Jaar | Titel               | Opmerkingen |
| ---- | ------------------- | ----------- |
| 2013 | Mountain Men        |             |
| 2014 | Alaskan Bush People |             |
| 2016 | American Grit       |             |

### Additionele muziek
Als aanvullende componist.

#### Computerspellen
| Jaar | Titel                                 | Opmerkingen                                      |
| ---- | ------------------------------------- | ------------------------------------------------ |
| 2009 | Call of Duty: Modern Warfare 2        | voor Lorne Balfe en Hans Zimmer                  |
| 2010 | Prince of Persia: The Forgotten Sands | voor Steve Jablonsky, Penka Kouneva en Tom Salta |
| 2011 | Gears of War 3                        | voor Steve Jablonsky                             |

#### Films
| Jaar | Titel                                       | Opmerkingen                                   |
| ---- | ------------------------------------------- | --------------------------------------------- |
| 2011 | Pirates of the Caribbean: On Stranger Tides | voor Hans Zimmer                              |
| 2011 | Transformers: Dark of the Moon              | voor Steve Jablonsky                          |
| 2012 | Battleship                                  | voor Steve Jablonsky                          |
| 2013 | Ender's Game                                | voor Steve Jablonsky                          |
| 2013 | Lone Survivor                               | voor Explosions in the Sky en Steve Jablonsky |
| 2014 | Transformers: Age of Extinction             | voor Steve Jablonsky                          |

## Prijzen en nominaties

### BAFTA Awards
| Jaar | Titel           | Categorie             | Uitslag     |
| ---- | --------------- | --------------------- | ----------- |
| 2017 | Planet Earth II | Beste televisiemuziek | Genomineerd |

### Emmy Awards
| Jaar | Titel            | Categorie                                                                                                 | Uitslag     |
| ---- | ---------------- | --- | ----------- |
| 2017 | Planet Earth II  | Beste compositie voor een serie (originele dramatische partituur), voor "Islands"                         | Genomineerd |
| 2024 | Planet Earth III | Beste compositie voor een documentaireserie of special (originele dramatische partituur), voor "Extremes" | Genomineerd |